# Kozova
Kozova (en ukrainien et en russe : Козова ; en polonais : Kozowa) est une commune urbaine du raïon de Ternopil, en Ukraine, et avant la réforme de 2020 le centre administratif du raïon de Kozova. Sa population s'élevait à 9 312 habitants en 2013.

## Géographie
Koropets est arrosée par la rivière Koropets et se trouve à 33 km au sud-ouest de Ternopil.

## Histoire
La première mention de Kozova dans des documents historiques remonte à l'année 1440 dans le royaume de Pologne. Les résidents du village élevaient de nombreuses chèvres, ce qui explique sans doute l'origine du nom de la localité : коза, koza, signifie « chèvre » dans les langues slaves. Kozova subit des attaques des Turcs et des Tatars en 1515, 1575, 1589, 1621 et 1625. En 1635, il n'y avait que 38 exploitations agricoles. Kozova reçut des privilèges urbains (droit de Magdebourg) en 1650. La bourgade fait alors partie de la voïvodie de Ruthénie sous le nom de Kozowa. En 1772, au cours de la première partition de la Pologne, la ville passa sous la souveraineté de l'Autriche, dans la province de Galicie. En 1883, la population de Kozova se composait de 1 510 catholiques, 803 orthodoxes d'origine ruthène et 1 328 juifs.
Le chemin de fer arriva à Kozova en 1897. Au cours de la période de l'entre-deux-guerres, 1919 à 1939, la localité fit partie de la Pologne sous le nom de Kozowa. Mais en 1939, à la suite du pacte germano-soviétique, l'ancienne Galicie passa sous le pouvoir soviétique et Kozova devint le centre administratif d'un raïon. Mais elle fut rétrogradée au statut de commune rurale. Au cours de la Seconde Guerre mondiale, l'Allemagne nazie occupa Kozova, où un ghetto enferma les Juifs. En octobre 1941, 300 Juifs y furent tués, puis le 12 septembre 1942, un millier de Juifs de la ville furent déportés au camp d'extermination de Bełżec. Le 17 avril 1943, environ 1 000 Juifs furent assassinés par les supplétifs locaux de l'occupant allemand.
En 2003 furent adoptées les nouvelles armoiries et le gonfalon de Kozova. La chèvre est associée au nom de la ville. La croix évoque l'histoire de la cité, qui fut un point de défense contre les Tatars. La carpe et la ligne ondulée à la base font référence à la rivière Koropets, dont le nom signifie « petite carpe ».

## Population
Recensements (*) ou estimations de la population :
| 1959* | 1970* | 1979* | 1989* | 2001* |
| ----- | ----- | ----- | ----- | ----- |
| 4 577 | 6 645 | 7 720 | 8 867 | 9 367 |

| 2009  | 2010  | 2011  | 2012  | 2013  |
| ----- | ----- | ----- | ----- | ----- |
| 9 386 | 9 420 | 9 389 | 9 385 | 9 312 |

## Économie
Kozova compte une importante laiterie qui traite 50 tonnes de lait par jour.